# Lista castelelor și conacelor din județul Bihor
În Bihor există 21 de conace și castele care se află pe lista monumentelor istorice. Doar opt sunt în proprietatea administrațiilor publice locale; restul au fost retrocedate.

## Castele

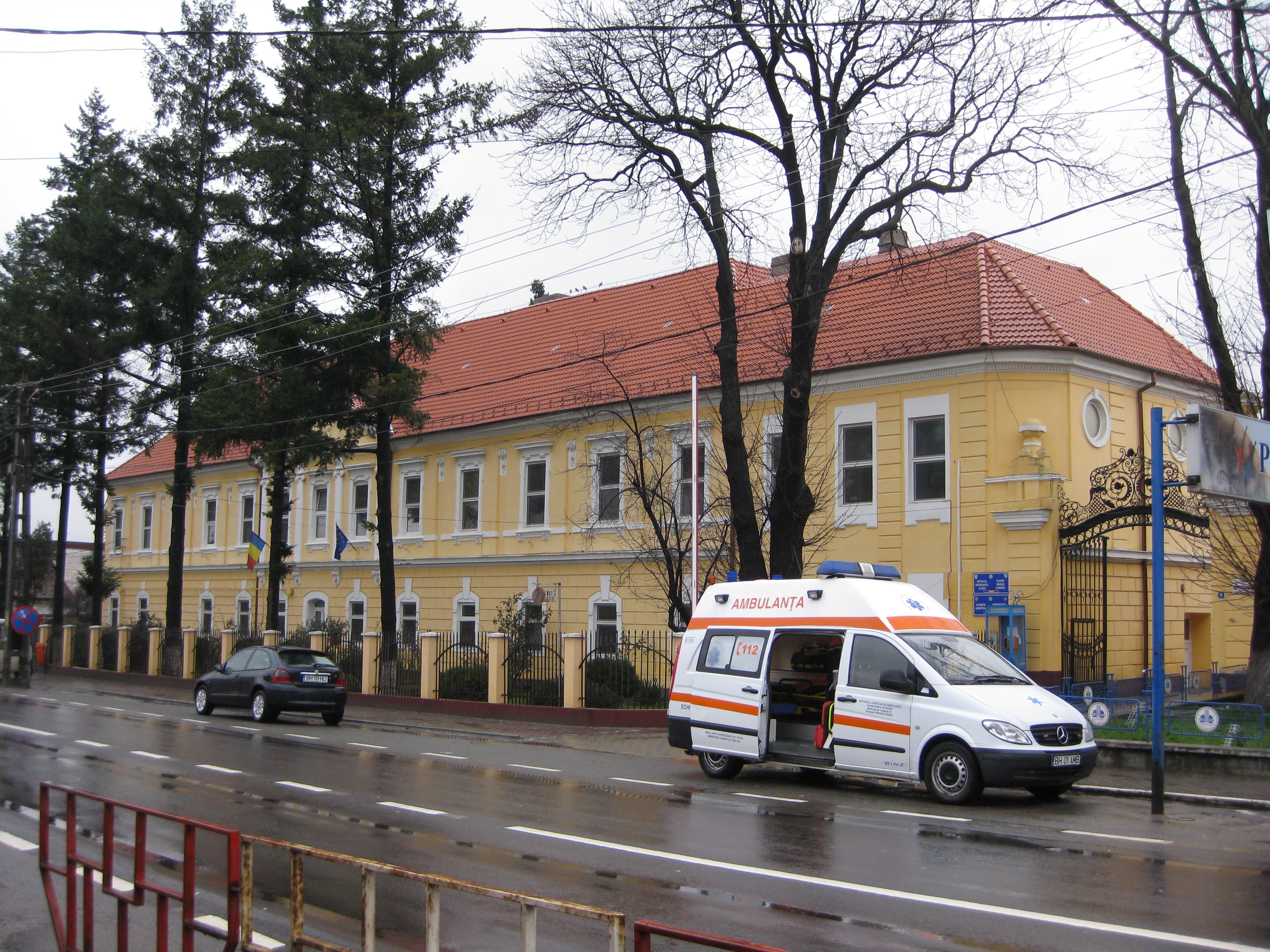
Castelul Batthyány din Aleșd

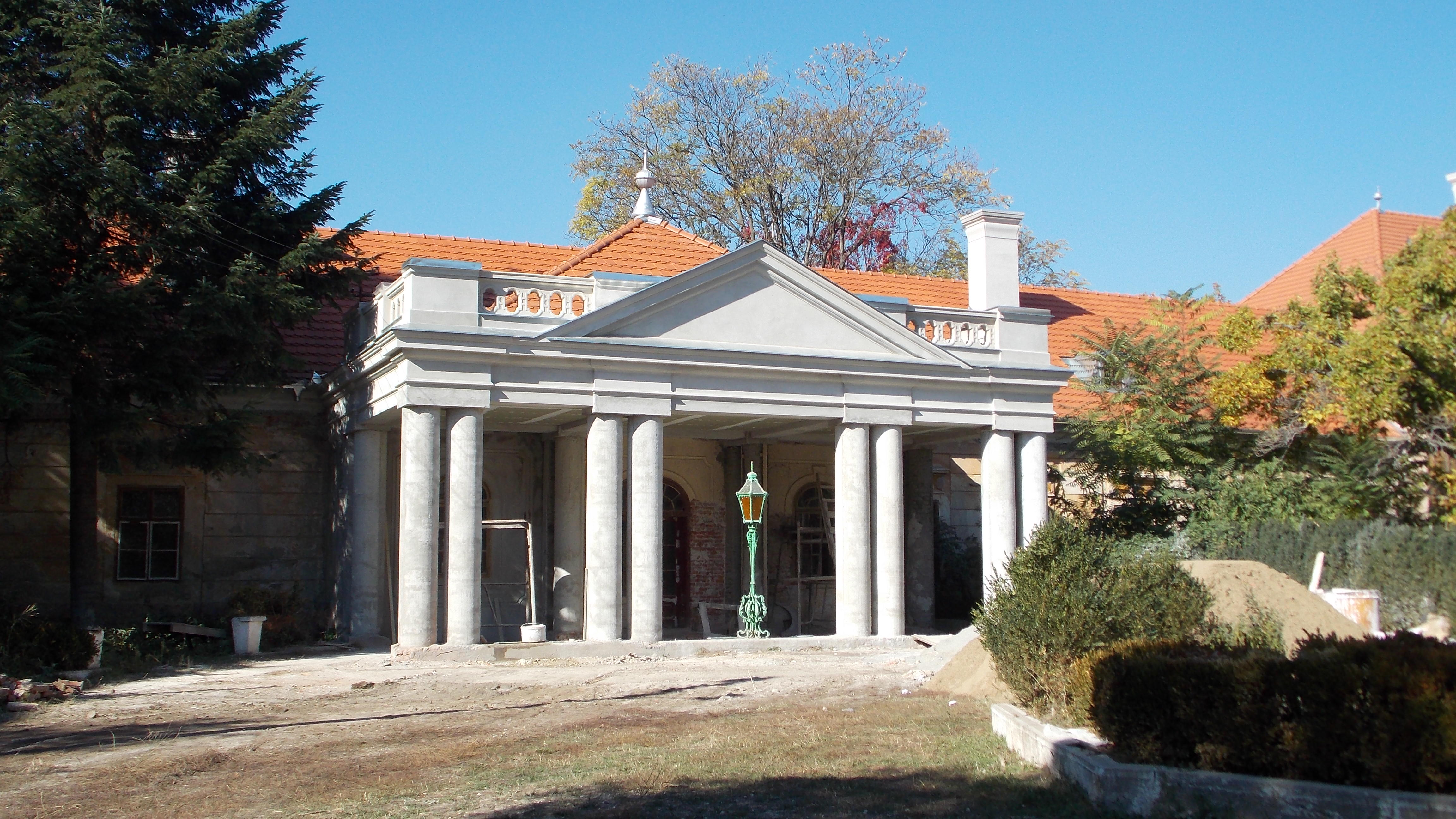
Castelul Stubenberg din Săcueni

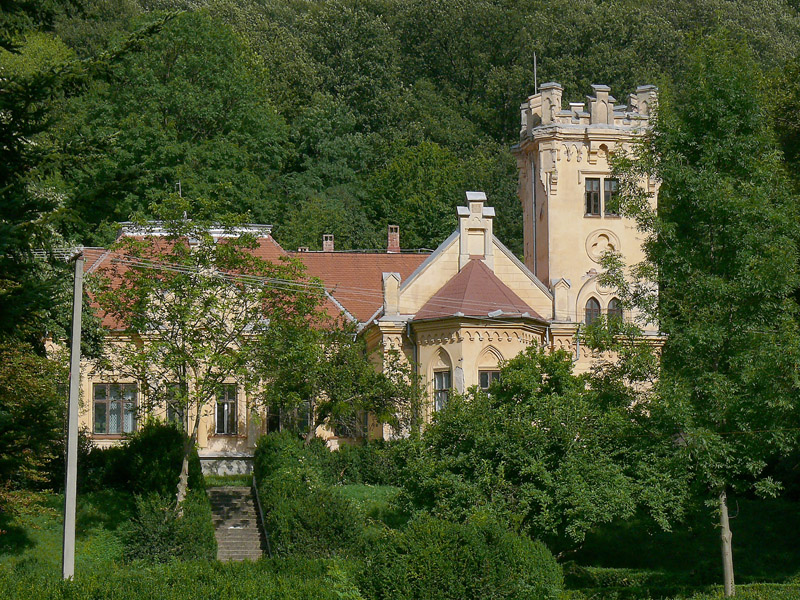
Castelul Zichy din Gheghie

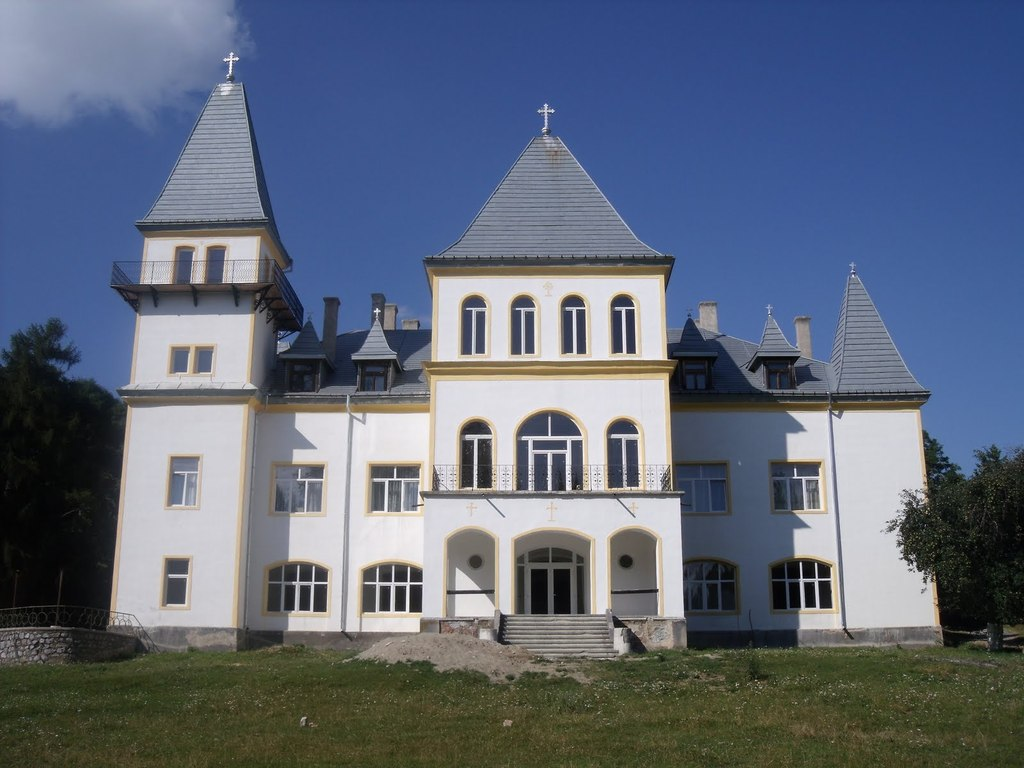
Castelul Zichy din Poiana Florilor

- Castelul Batthyány din Aleșd, azi spital orășenesc[2]
- Castelul Csáky din Marghita, azi primărie
- Castelul Degenfeld-Schomburg din Balc
- Castelul Pongrácz din Cadea, azi spital de psihiatrie
- Castelul premonstratens din Sânmartin, azi primărie
- Castelul Rotschild-Wertheimstein din Ciutelec, azi azil de bătrâni[3]
- Castelul Stubenberg din Săcueni, concesionat în 2010 Fundației „Sfântul Francisc”[4]
- Castelul Thelegdy din Tileagd, azi centru școlar pentru educație incluzivă pentru copiii cu handicap[5]
- Castelul Tisza din Ghiorac
- Castelul Zichy din Diosig, azi centru expozițional[6]
- Castelul Zichy din Gheghie
- Castelul Zichy din Poiana Florilor (Aleșd)

## Conace
- Conacul Dráveczky din Galoșpetreu
- Curia Fenyes din Ciocaia
- Conacul Fráter din Galoșpetreu
- Conacul Huszár din Spinuș
- Curia Komarony din Otomani
- Conacul Lovassy din Batăr
- Conacul Markovits din Arpășel, azi grădiniță[7]
- Conacul Miskolczy din Ciumeghiu, azi dispensar
- Conacul Papszász din Ciocaia
- Conacul Zathureczky din Țețchea, azi primărie și poliție
- Conacul Zichy din Lugașu de Jos, azi hotel[8]